# 1994 chez Disney
Cet article présente la liste des évènements de la Walt Disney Company ayant eu lieu en 1994.

## Événements

### Janvier
- 3 janvier 1994, Fermeture de l'attraction Kitchen Kabaret à Epcot[1]
- 6 janvier 1994, Décès de Hugh Fraser, animateur[2]

### Février
- 2 février 1994, Disney annonce l'achat et la rénovation du New Amsterdam Theatre sur la 42e rue à New York[3]

### Mars
- 14 mars 1994, l'État de Virginie prévoit 140 millions de $ pour construire une autoroute desservant le futur parc Disney's America[4]
- 24 mars 1994, Sortie du film Les Petits Champions 2
- 26 mars 1994, Ouverture de l'attraction Food Rocks à Epcot[5]
- 29 mars 1994, Début de la série Ellen sur ABC

### Avril
- 3 avril 1994, Décès de Frank Wells dans un accident d'hélicoptère[6],[7]
- 18 avril 1994, Première de la comédie musicale La Belle et la Bête à Broadway[8]
- 29 avril 1994, Ouverture de l'attraction Astro Orbiter au Magic Kingdom[9]

### Mai
- 3 mai 1994, Annonce du projet d'une Disney Cruise Line[10]
- 9 mai 1994, ESPN rachète la société Creative Sports, future ESPN Plus[11].
- 11 mai 1994, le groupe Protect Historic America tient une conférence de presse pour dénoncer le projet Disney's America[4]
- 20 mai 1994, Sortie en VHS du film Le Retour de Jafar

### Juin
- juin 1994, Walt Disney Holdings accorde un prêt d'un million de £ à GMTV[12].
- 2 juin 1994, Ouverture de la zone Sunset Blvd. aux Disney-MGM Studios[8]
- 11 juin 1994, Décès de Jack Hannah, animateur et réalisateur
- 15 juin 1994, Première mondiale du film Le Roi lion aux États-Unis
- 25 juin 1994, Sortie nationale du film Le Roi lion aux États-Unis

### Juillet
- 6 juillet 1994, Fermeture de l'attraction Captain Eo à Epcot[13]
- 22 juillet 1994, Ouverture de l'attraction Tower of Terror aux Disney-MGM Studios[14]
- 28 juillet 1994, Début de la construction du Disney's Vero Beach Resort[15]

### Août
- En août 1994, la société britannique Hollywood Recording Ltd dont l'activité avait cessé depuis octobre 1993 est mise en liquidation[16].
- 15 août 1994, Lancement du magazine Family PC par Disney Publishing Worldwide[17]
- 22 août 1994, ABC Cable and International Broadcast Group annonce lancer deux émissions pour la jeunesse devant être diffusées sur les chaînes câblées en Chine, la première Dragon Club de deux heures et Panda Club d'une heure avec des programmes d'ABC et de DIC[18]

### Septembre
- 5 septembre 1994, Fermeture de l'attraction 20,000 Leagues Under the Sea au Magic Kingdom[19]
- 28 septembre 1994, Disney annonce chercher un lieu autre que la Virginie pour le futur parc Disney's America[20]

### Octobre
- 1er octobre 1994, Euro Disney Resort est rebaptisé Disneyland Paris
- 7 octobre 1994, Sortie du film Ed Wood de Touchstone Pictures
- 20 octobre 1994, Disney réduit sa participation au capital d'Euro Disney SCA à 39 % en vendant 10 % à Kingdom Holding Company, une holding du Prince Alwaleed[8]
- 26 octobre 1994, Buena Vista Home Entertainment édite Blanche-Neige et les Sept Nains en Laserdisc
- 28 octobre 1994, Première du film Squanto: A Warrior's Tale

### Novembre
- 4 novembre 1994, ouverture de la première Disney Gallery dans un centre commercial en Californie[8],[21]
- 7 novembre 1994, Paul Pressler est nommé par Michael Eisner président de Disneyland Inc[22]
- 9 novembre 1994, fermeture de l'attraction Skyway à Disneyland[23]
- 9 novembre 1994, sortie nationale du film Le Roi lion en France
- 10 novembre 1994, la marque Dragon Club, une émission pour la jeunesse d'ABC en Chine est déposée en Australie[24]
- 21 novembre 1994, ouverture de l'attraction Honey, I Shrunk The Audience à Epcot[25]
- 21 novembre 1994, ouverture de l'attraction Transportarium au Magic Kingdom[26],[27]

### Décembre
- 18 décembre 1994, ouverture du Planet Hollywood de Downtown Disney West Side en Floride[28]